# 能登篝火號列車
能登篝火（日语：／ Noto Kagaribi */?）是西日本旅客鐵道（JR西日本）和第三部門鐵路IR石川鐵道主要運行在金澤站和和倉溫泉站之间，途徑IR石川鐵道線和七尾線的特急列車。

## 概要
2014年3月15日，時間表改正後，金澤站 - 和倉溫泉站之間的特急列車有總共共6個往復班次，包括往來大阪站的「雷鳥號」的4個往復班次、往來越後湯澤站的「白鷹號」和往來名古屋站的「白鷺號」的1個往復班次。
然而，2015年3月14日，北陸新幹線長野站至金澤站開業之時，北陸本線上運行的特急列車系統大幅更改，其中雷鳥號繼續運行；接駁上越新幹線的「白鷹號」取消；「白鷺號」所有列車改為金澤車站到發。為了維持和倉溫泉-金澤間的特急列車數目，以及作為接駁北陸新幹線的特急列車而開辦本列車。

### 列車名的由来
根據JR西日本的官方解釋，能登夏季各地有許多以火和光為主題的祭典，其中以能登切籠祭為代表；由此想像到能登的風景和篝火的熊熊烈火之勢，故命名為「能登篝火號」。

## 運行概況
截至2024年3月16日時的運行概況如下。
金澤站和七尾、和倉溫泉站之間每日運行5個往復班次。當中因應「雷鳥號」於2024年3月16日起退出北陸地區後，增加了1往復班次，不過由於發生了2024年能登半島地震，原本作為輔助的「花嫁之簾」特急列車暫停運行，現時每日只有5對特急列車行駛，與2015年比較卻少了1對。

### 停車站
金澤站 - （津幡站） - （宇野氣站） - （高松站）- 羽咋站 - （良川站） - 七尾站 - （和倉温泉站）
- 括號内的車站只有一部分列車停站。

### 使用車輛
全部班次使用681系和683系運行。最初1・3・6・8号的列車編組與「雷鳥號」一樣；其他班次列車則使用與「白鷺號」一樣的編組。2016年3月時間表改正後部分列車改為單一等級（普通車廂）3輛編組運行。2024年3月時間表改正則統一採用3輛編成，只會在特別日期的部份班次，才有機會採用3+3輛編組列車。
營運初期，6輛編成列車的1號車為綠色車廂指定席，2024年起取消。

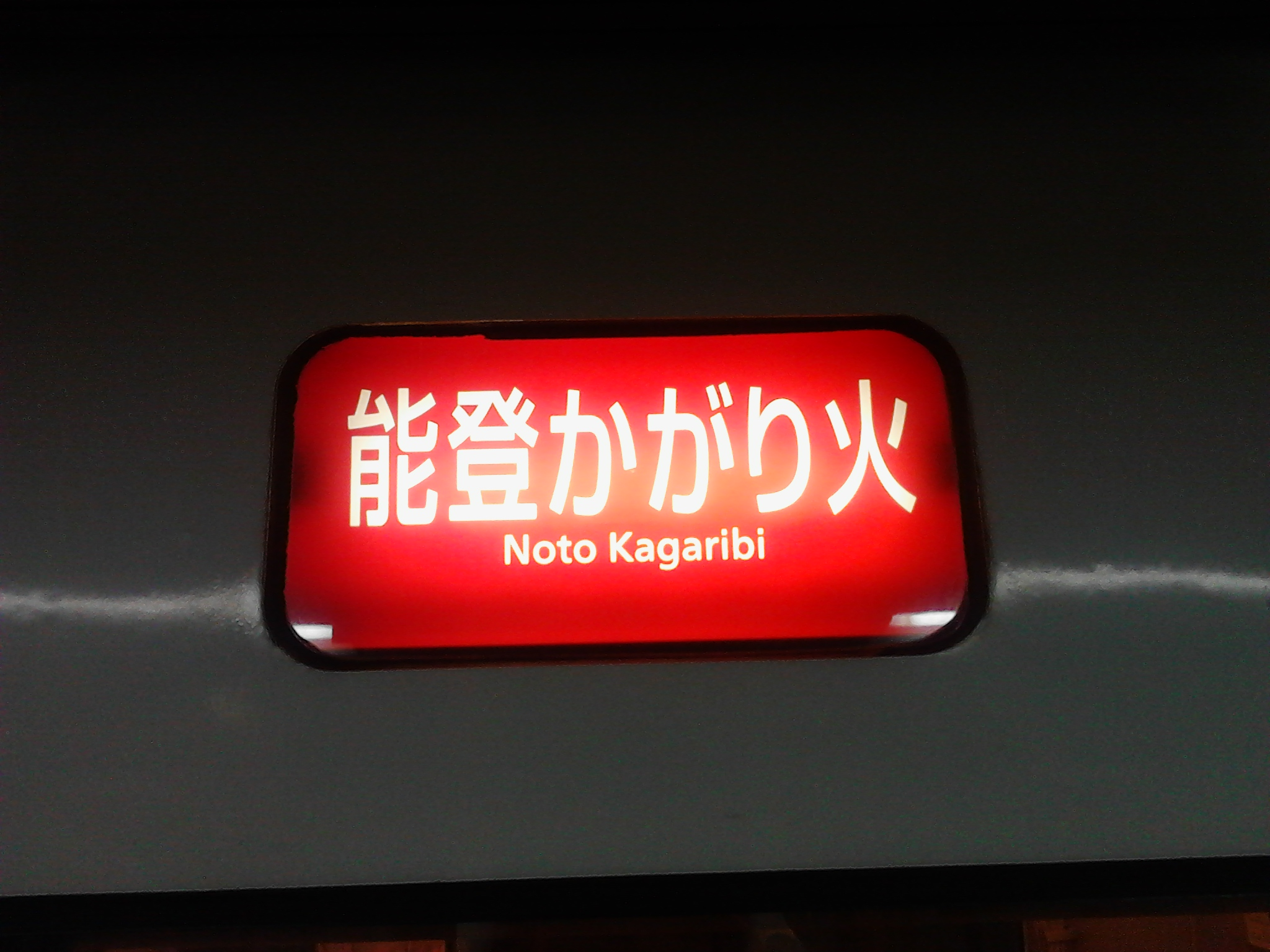
「能登篝火」的列車名顯示
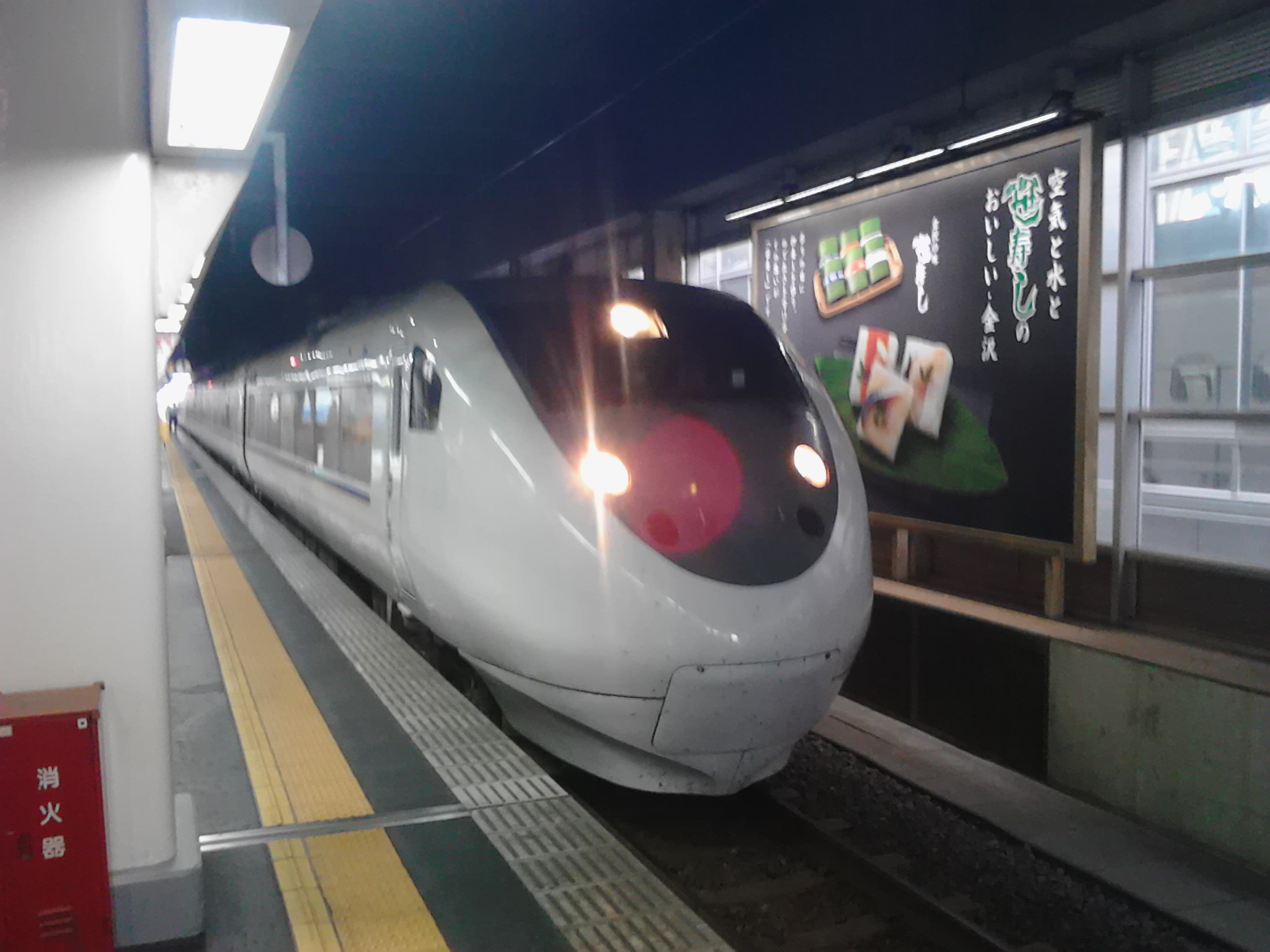
681系W編成
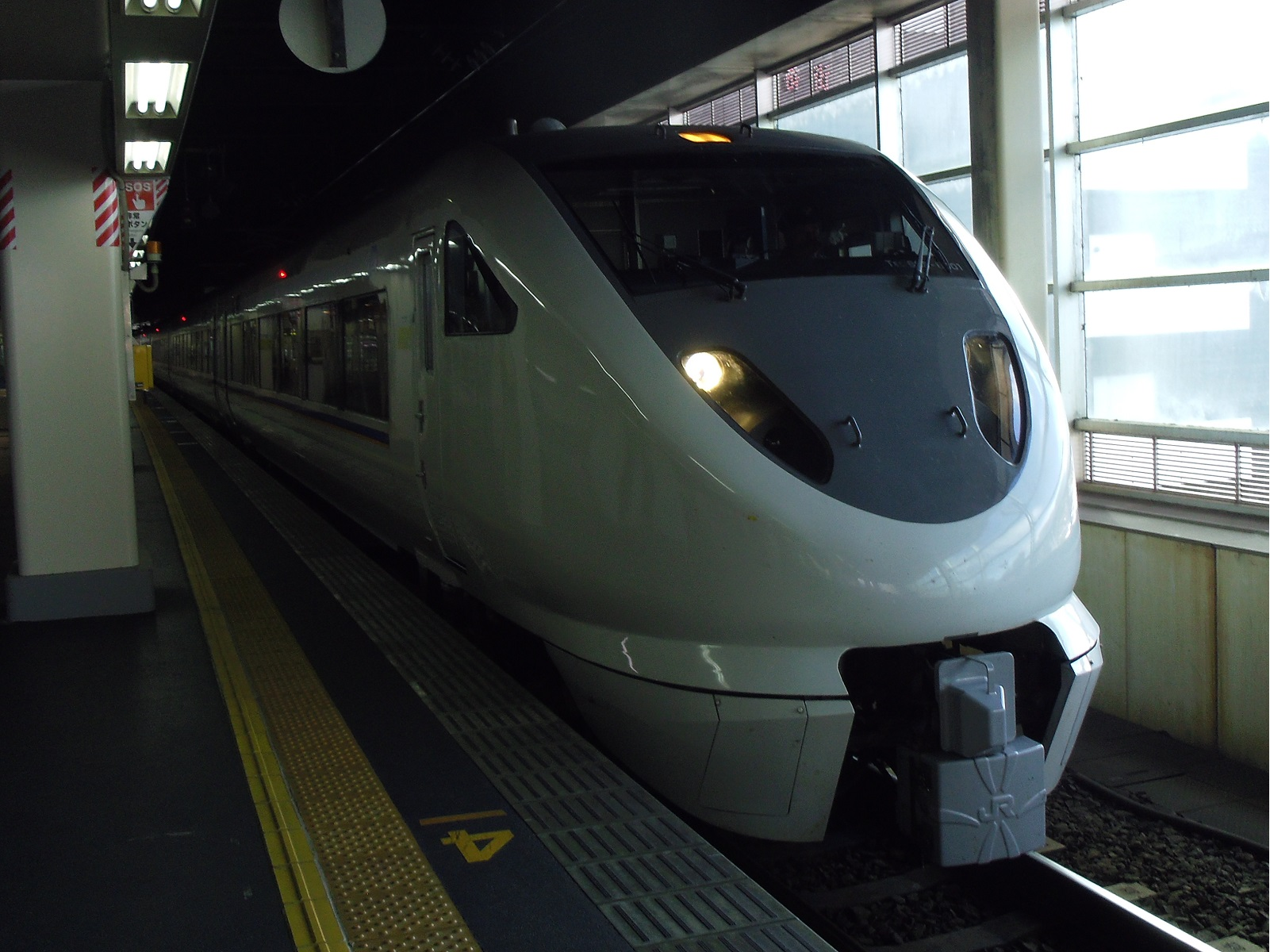
使用原屬北越急行的683系8000番台運行

### 歷史
- 2015年：

- 3月14日：時間表改正，實施以下變更。

1. 金澤站 - 和倉温泉站之間的特急列車「能登篝火號」5個往復。
2. 「雷鳥號」列車直通的七尾線的班次減至1個往復。
3. 在來線特急列車「白鷹號」廢止。
4. 「白鷺號」列車停止直通七尾線。

- 4月29日：觀光列車「能登里山里海号」開始運行。
- 10月3日：臨時特急列車「花嫁之簾」2往復開始運行。

- 2016年3月26日：「能登篝火號」部分列車更改時間表；9号增停宇野氣站、高松站和良川站。2号、7号改為3輛編組（不設綠色車廂）[3]。
- 2018年3月17日：「能登篝火號」10号增停宇野氣站[4]。
- 2019年3月16日：「能登篝火號」3号、6号列車改為3輛編組（不設綠色車廂）[5]。
- 2020年：

- 3月14日：4號推遲21分鐘開出，8號及「雷鳥」17號則推遲49分鐘。
- 10月3日：除1、8號及「雷鳥」外，其餘全改為3輛編成，並取消綠色車廂。

- 2021年：

- 3月13日：3輛編成中的2號車改為。指定席（指定席2輛、自由席1輛）。

- 2022年：

- 3月12日：取消9號、10號，全日減至4往復。

- 2024年：

- 1月1日：受2024年能登半島地震影響，全班次暫停。
- 1月22日：部份班次重開，但只止於七尾。

- 2月3日：全列車重開，仍維持金澤～七尾間。

- 2月15日：七尾～和倉溫泉間重開。
- 3月16日：隨雷鳥號退出而重新增加1對來回，並統一為3輛編成，正式取消綠色車廂。

## 腳註
1. 1 2   (新闻稿). 西日本旅客鉄道. 2014-10-07  [2017-03-25]. （原始内容存档于2019-05-12）.
2. ↑   (PDF) (新闻稿). 西日本旅客鉄道金澤支社. 2014-12-19  [2017-03-25]. （原始内容存档 (PDF)于2015-01-21）.
3. 1 2   (PDF) (新闻稿). 2015-12-18  [2015-12-18]. （原始内容存档 (PDF)于2018-10-05）.
4. 1 2   (PDF) (新闻稿). 2017-12-15  [2017-12-15]. （原始内容存档 (PDF)于2019-10-14）.
5. 1 2   (PDF) (新闻稿). 2018-12-14  [2018-12-14]. （原始内容存档 (PDF)于2020-10-24）.
6. ↑  . ねとらぼ. ITmedia. 2014-10-07  [2017-03-25]. （原始内容存档于2020-11-30）.
7. ↑   (PDF).   [2024-03-16]. （原始内容存档 (PDF)于2020-12-18）.
8. ↑  【能登かがり火】 地震　終日運転取り止め （页面存档备份，存于） JR西日本、2024年1月5日
9. ↑   (PDF) (新闻稿). 2024-1-22  [2024-1-22]. （原始内容存档 (PDF)于2024-07-14）.
10. ↑   (PDF) (新闻稿). 2024-2-3  [2024-2-3]. （原始内容存档 (PDF)于2024-02-06）.
11. ↑  七尾―和倉温泉間、１５日に再開 ＪＲ西日本、七尾線 （页面存档备份，存于），北國新聞，2024年2月9日。
12. ↑  七尾－和倉温泉間、再開へ　地震で運転取りやめのJR七尾線全通，每日新聞，2024年2月10日。

## 關連項目
- 雷鳥號列車
- 七尾線
- IR石川鐵道線

## 外部連結
- 能登かがり火：JRおでかけネット （页面存档备份，存于） - JR西日本